# 아마존 MTurk
아마존 MTurk(Amazon Mechanical Turk, MTurk)는 기업이 원격지에 위치한 "크라우드 작업자"를 고용하여 현재 컴퓨터가 경제적으로 수행할 수 없는 개별 주문형 작업을 수행할 수 있는 크라우드소싱 웹사이트이다. 아마존 웹 서비스에서 운영되며 아마존 (기업)이 소유한다. 고용주(요청자)는 이미지나 비디오에서 특정 콘텐츠 식별, 제품 설명 작성, 설문조사 질문 응답 등 인간 지능 작업(HIT)이라고 알려진 작업을 게시한다. 구어적으로 Turkers 또는 크라우드워크로 알려진 근로자는 기존 작업을 탐색하고 고용주가 정한 수수료를 받는 대가로 해당 작업을 완료한다. 작업을 배치하기 위해 요청 프로그램은 개방형 API(응용 프로그래밍 인터페이스) 또는 보다 제한된 MTurk 요청자 사이트를 사용한다. 2019년 4월 기준으로 요청자는 승인된 49개 국가에서 등록할 수 있다.

## 같이 보기
- CAPTCHA
- 시민과학